# Biella
Biella é uma comuna italiana da região do Piemonte, província de Biella, com cerca de 45.529 habitantes. Estende-se por uma área de 46 km², tendo uma densidade populacional de 990 hab/km². Faz fronteira com Andorno Micca, Candelo, Fontainemore (AO), Gaglianico, Occhieppo Inferiore, Occhieppo Superiore, Pettinengo, Pollone, Ponderano, Pralungo, Ronco Biellese, Sagliano Micca, San Paolo Cervo, Sordevolo, Tollegno, Vigliano Biellese, Zumaglia.

## Demografia
| Variação demográfica do município entre 1861 e 2011                               |
|                                                                                   |
| Fonte: Istituto Nazionale di Statistica (ISTAT) - Elaboração gráfica da Wikipedia |

## Outras imagens

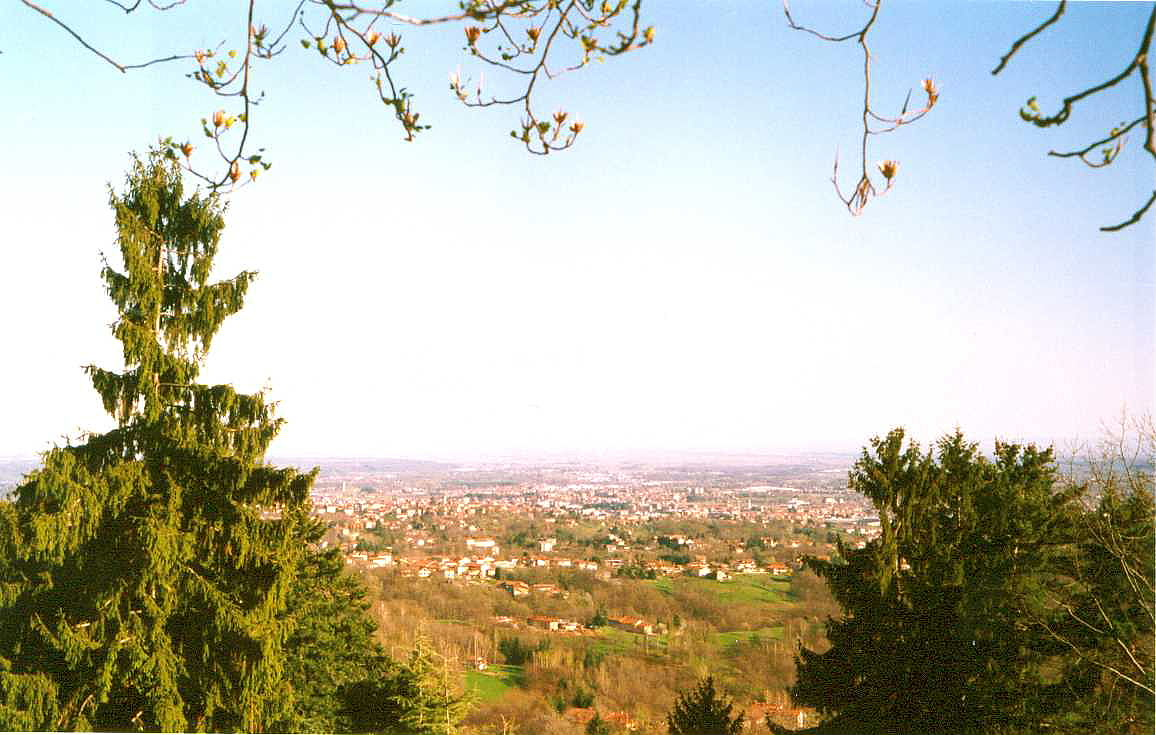
Panorama de Biella
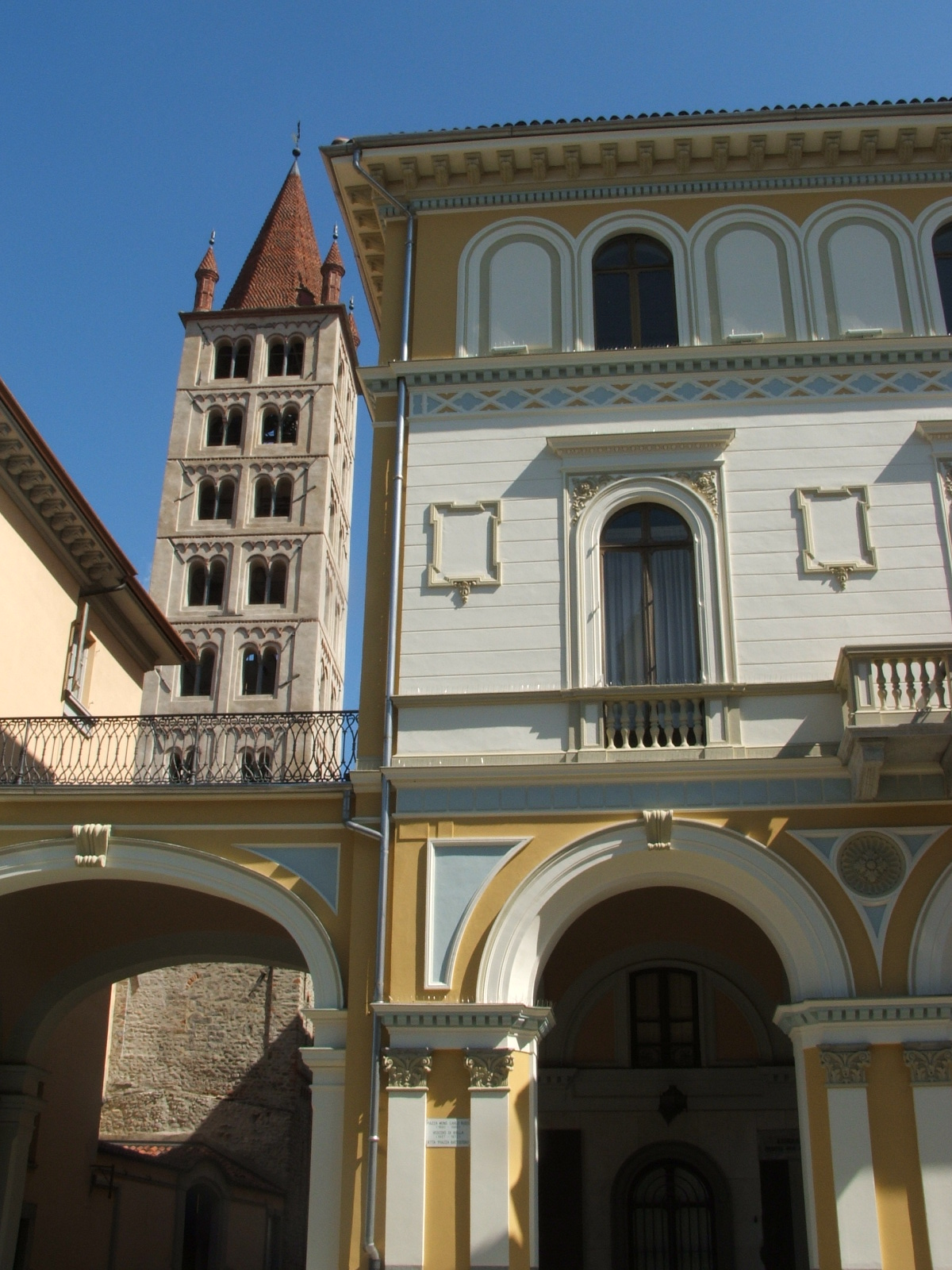
Palácio Municipal e torre de S. Estevão

## Pessoas ligadas à Biella
- Tavo Burat, (1932-2009), jornalista